# Huber Győző
Huber Győző (Tapolca, 1892. január 25. – Dés, 1957. február 27.) erdélyi magyar regényíró. Dési Huber István bátyja, Huber András apja.

## Életpályája
Középiskoláit Nagyenyeden és Désen végezte. Részt vett az első világháború galíciai harcaiban. Budapesten 1919-ben gépészmérnöki oklevelet szerzett. 1921-től haláláig a dési elektromos művek főmérnöke. A helyi lapok (Szamosvölgyi Napló, Figyelő, Vármegyei Közélet, Szamosvidék) főmunkatársa, az 1920-as években a Keleti Újságnak elbeszéléseket és villamossági szakcikkeket írt, az 1930-as években az Ellenzék műszaki rovatának munkatársa volt. 
Két kisregénye (Emlékek és más hazugságok; Ködbe vesző napok) folytatásokban jelent meg a helyi sajtóban; kötetben megjelent két regénye: Rajvonal (Kolozsvár, 1930, újabb kiadás uo., 1941); Északi legenda (ifjúsági regény Roald Amundsenről, 1957).

## További irodalom
- (rei) [Szentimrei Jenő]: Rajvonal. Ellenzék 1930. nov. 16.
- Bene Ákos: Rajvonal. Korunk 1931/4.
- Huber András: Előszó Dési Huber István bátyjához, Huber Győzőhöz intézett leveleinek gyűjteményéhez. Levelek a szülőföldre, 1982